# Гончаровский сельсовет (Курская область)
Гончаро́вский сельсовет — муниципальное образование со статусом сельского поселения в Суджанском районе Курской области Российской Федерации.
Административный центр — слобода Гончаровка.

## История
Статус и границы сельсовета установлены Законом Курской области от 21 октября 2004 года № 48-ЗКО «О муниципальных образованиях Курской области».

## Население
| 2002  | 2010  | 2012  | 2013  | 2014  | 2015  | 2016  |
| ----- | ----- | ----- | ----- | ----- | ----- | ----- |
| 3141  | ↘3090 | ↘3045 | ↗3058 | ↘3040 | ↘3033 | ↗3074 |
| 2017  | 2018  | 2019  | 2020  | 2021  |       |       |
| ↗3093 | ↘3088 | ↘3063 | ↘3003 | ↗3039 |       |       |

## Состав сельского поселения
| № | Населённый пункт | Тип населённого пункта          | Население |
| - | ---------------- | ------------------------------- | --------- |
| 1 | Гончаровка       | слобода, административный центр | ↗2759     |
| 2 | Куриловка        | деревня                         | ↘77       |
| 3 | Меловой          | посёлок                         | ↘0        |
| 4 | Подол            | слобода                         | ↘254      |